# Ramón Vinay
Ramón Mario Francisco Vinay Sepúlveda (ur. 31 sierpnia 1911 w Chillán, zm. 4 stycznia 1996 w Puebli) – chilijski śpiewak pochodzenia francusko-włoskiego, występujący jako tenor i baryton.

## Życiorys
Jego matka była Włoszką, a ojciec Francuzem. Po śmierci matki, wychowywał się wraz z ojcem i dwojgiem braci we Francji. W 1928 roku wyjechał do Meksyku, gdzie uczył się śpiewu u Joségo Piersona. Początkowo występował jako baryton. Na scenie zadebiutował w 1931 roku rolą króla Alfonsa w Faworycie Gaetana Donizettiego. Kreował role barytonowe w Pajacach Ruggera Leoncavalla, Tosce Giacomo Pucciniego oraz Rigoletcie, Trubadurze i Traviacie Giuseppe Verdiego. Po dalszych studiach wokalnych u Renégo Maisona w Nowym Jorku zaczął występować jako tenor, po raz pierwszy w 1944 roku w Meksyku jako Don José w Carmen Georges’a Bizeta. W latach 1946–1961 występował jako solista w nowojorskiej Metropolitan Opera. Śpiewał na festiwalu w Bayreuth (1952–1957) i w Covent Garden Theatre w Londynie (1953–1960). W 1962 roku powrócił do śpiewania partii barytonowych. W 1969 roku pożegnał się ze sceną operową. W latach 1969–1971 był dyrektorem opery w Santiago. W 1974 roku ostatecznie zakończył karierę śpiewaczą.
Zasłynął przede wszystkim jako wykonawca tytułowej roli w Otellu Giuseppe Verdiego, którą odniósł sukcesy w mediolańskiej La Scali (1947), Arena di Verona (1948) i na festiwalu w Salzburgu (1951). Ponadto kreował liczne role tenorowe: Samsona w Samsonie i Dalili Camille’a Saint-Saënsa, Caravadossiego w Tosce i kawalera Des Grieux w Manon Lescaut Giacomo Pucciniego, Tannhäusera w Tannhäuserze Richarda Wagnera, Heroda w Salome Richarda Straussa oraz barytonowe: Scarpii w Tosce, Escamilla w Carmen, Germonta w Traviacie, Amonastra w Aidzie, Michelego w Płaszczu, doktora Schöna w Lulu, tytułowe role w Falstaffie i Holendrze tułaczu.
Był żonaty z sopranistką Tessie (Lushanyą) Mobley; miał syna Ramóna i córkę Rosę Marie.